# Markus Böckermann
Markus Böckermann (14 de janeiro de 1986) é um jogador de vôlei de praia alemão.

## Carreira
Markus Böckermann representou, ao lado de Lars Flüggen, seu país nos Jogos Olímpicos de Verão. Nos Jogos Olímpicos de Verão de 2016, terminand na fase de grupos.